# Symphonie no 83 de Joseph Haydn
La Poule
La Symphonie no 83 en sol mineur, Hob. I:83, est la deuxième des symphonies parisiennes (symphonies numéros 82-87), écrite par le compositeur autrichien Joseph Haydn en 1785. Elle fut publiée par les éditions Artaria de Vienne en décembre 1787. Elle est souvent connue comme la Symphonie « La Poule ».

## Surnom «La Poule»
Le surnom provient de l’impression de caquettement que provoque le deuxième thème du premier mouvement, rappelant ainsi à l'auditeur le mouvement de tête caractéristique de la poule.

## Orchestration
L'œuvre est écrite pour une flûte, deux hautbois, deux bassons, deux cors, et sections de cordes.

## Mouvements
La symphonie est divisée de façon standard en quatre mouvements :
1. Allegro spiritoso, en sol mineur/sol majeur, à , 193 mesures
2. Andante, en mi bémol majeur, à 
, 105 mesures
3. Menuet : Allegretto, en sol majeur, à 
, 66 mesures
4. Finale : Vivace, en sol majeur, à 
, 99 mesures

Le menuet, bâti sur un allegretto en sol majeur, introduit un trio où domine la flûte doublée à l'octave inférieure par les violons.
La symphonie s’ouvre sur un thème orageux en sol mineur. La triade mineure est par la suite intensifiée par la dissonance créée par le do dièse. Les rythmes pointés qui y répondent sont par la suite transformés en une fanfare.
Le second thème, en si bémol majeur, est incarné par les notes répétées du hautbois solo qui s’oppose aux appoggiatures des premiers violons. C’est ce motif qui a donné à la symphonie son surnom de « La Poule ». Le rythme pointé du deuxième thème est aussi une allusion au rythme du premier thème. Le développement est basé sur l’exploration des deux thèmes dans différentes tonalités. Il débute avec le premier thème dans la tonalité de do mineur, puis s’enchaîne avec le second thème en mi bémol majeur puis en fa mineur. Le développement se termine avec le premier thème, développé de manière contrapuntique, sur la tonalité de la dominante, ouvrant ainsi la voie à la réexposition. Cependant, alors que le premier thème est énoncé en sol mineur, le second thème est plutôt présenté en sol majeur.
Durée approximative : 25 minutes.